# Stanisław Otto Miedziewski
Stanisław Otto Miedziewski (ur. 7 września 1941) – polski reżyser teatralny i filmowy. Od 1976 roku współtworzył - aktywowany w Słupsku przez Antoniego Franczaka (1972) - istniejący wcześniej Teatr "Rondo". 
Studiował reżyserię w PWSFTviT w Łodzi. Staż m.in. w Teatrze Bertolda Brechta w Berliner Ensemble. Przez kilka sezonów był związany z Teatrem im. W. Horzycy w Toruniu. Jest laureatem wielu nagród na ogólnopolskich i międzynarodowych festiwalach teatralnych. 

## Filmografia
- 1971 – Koniec Józefa K. (7 min., zdjęcia Stanisław Szymański)
- 1971 – Wieczory Małgorzaty (5 min., zdjęcia Stanisław Szymański)
- 1972 – Odwiedziny Matki Boskiej (15 min., zdjęcia Zbigniew Kopania)